# Salvador Rueda
Salvador Rueda Santos (Benaque, 3 dicembre 1857 – Malaga, 1º aprile 1933) è stato un poeta e giornalista spagnolo.

## Biografia
Salvador Rueda era il figlio maggiore di Salvador Rueda Ruiz e María Santos Gallardo. La famiglia ebbe in totale sette figli, di cui molti morirono prematuramente, tranne che Salvador, José e Ubalda. Poco incline ai lavori che il padre cercava di insegnarli, Salvador si appassionò alla lettura dei classici spagnoli e alla poesia, cominciando a scrivere i primi versi in gioventù ispirandosi ai luoghi natii.
Nel 1870 si trasferì a Malaga ed esordì pubblicando i suoi scritti sui giornali cittadini. Qui conobbe Narciso Díaz de Escovar, stringendo un'amicizia che sarebbe durata per tutta la vita, e pubblicò sonetti e sciarade con lo pseudonimo di Dos y medio. Grazie a Escovar entrò nella redazione del giornale El Mediodía.
Intorno al 1880 Rueda si trasferì a Madrid, dove ebbe come mecenate lo scrittore Gaspar Núñez de Arce. Nella capitale alternò la sua attività letteraria con le mansioni svolte presso diversi archivi pubblici, tuttavia i successi professionali non lo distolsero mai dalla nostalgia per la sua terra natale e per i suoi familiari, che furono costantemente presenti nelle sue opere. Il suo primo volume di poesie Noventa estrofas non si discosta molto da quello che era allora lo stile poetico in Spagna, tuttavia in Sinfonía del año (1888) si intravedono le prime innovazioni metriche ed espressive. Tali innovazioni furono il frutto dell'influenza di Rubén Darío, che fecero di Rueda un pioniere dell'avanguardia modernista spagnola.
Assiduo viaggiatore, tra il 1909 e il 1917 visitò Porto Rico, Cuba, Argentina, Brasile, Messico, Cile, Stati Uniti e Filippine. Riteneva che la lingua spagnola fosse simbolo dell'unificazione e del gemellaggio della metropoli spagnola con le altre località ispanofone del mondo, nonché un elemento che avrebbe contribuito a plasmare la letteratura e la cultura ispanica. Per le sue idee favorevoli all'ispanità, Rueda venne definito Poeta de la Raza e come tale incoronato al Gran Teatro dell'Avana il 4 agosto 1910. Promotore della costituzione degli Stati Uniti di Castiglia, Rueda pubblicò Cantando por ambos mundos (1914) e El milagro de América (terminato nel 1918 ed edito nel 1929), nonché numerosi articoli e lettere su periodici americani e spagnoli.
Nel 1919 tornò nella nativa Malaga, dove condusse una vita tranquilla, seppur combattendo con i problemi di salute. Morì il 1 aprile 1933 e fu sepolto nel cimitero di San Miguel. La città di Malaga eresse un monumento in suo onore.

## Opere

### Romanzi e racconti
- La cópula (romanzo erotico)
- El patio andaluz (1886)
- El cielo alegre (1887)

### Raccolte di poesie
- Himno a la carne (1890)
- Cantos de la vendimia (1891)
- En tropel (1892)
- La bacanal (1893)
- Piedras preciosa (1900)
- Trompetas de órgano (1903)
- Fuente de salud (1906)
- Lenguas de fuego (1908)
- Claves y simbolos (1957, postuma)